# Koloman Uczony
Koloman I Uczony (węg. Könyves Kálmán; ur. ok. 1070, zm. 3 lutego 1116) – król węgierski w latach 1095-1116 i chorwacko-dalmatyński w latach 1102-1116, w czasie I krucjaty walczył przeciw krzyżowcom dopuszczającym się łupiestw i mordów na terytorium Węgier.

## Życiorys

### Wczesne lata
Był synem Gejzy I i Zofii z Looz. Jego bezdzietny stryj, król Węgier Władysław I życzył sobie, aby został biskupem (przypuszczalnie Agrii bądź Varadinum), wyznaczając w 1095 na swojego następcę młodszego brata Kolomana, Almosa i nadając mu tytuł króla Chorwacji. Koloman jednakże nie porzucił swoich aspiracji i schronił się w Polsce, gdzie znalazł wsparcie księcia Władysława I Hermana. Niedługo po powrocie wraz z oddziałem Władysława na Węgry i upomnieniu się o koronę, zmarł Władysław 29 lipca r. 1095. Wkrótce Koloman pogodził się ze swoim bratem, któremu przyznawał w zamian za zrzeczenie się tytułu królewskiego „terciam partem Regni” (tj. trzecią część królestwa węgierskiego) jako lenno. Koronacja Kolomana miała miejsce na początku 1096 r.

### Okres I krucjaty
Podczas pierwszej wyprawy krzyżowej w tym samym 1096 r. zmuszony był stawić czoła problemowi krzyżowców przebywających królestwo węgierskie w drodze do Ziemi Świętej. Początkowo wszystko przebiegało bez incydentów. Pierwsza grupa zmierzająca do Jerozolimy północnym szlakiem przez Węgry, dowodzona przez Waltera Bez Mienia wyruszyła natychmiast po Świętach Wielkanocnych, prawdopodobnie w pierwszy wtorek (15 kwietnia 1096) i do granicy węgierskiej dotarła w dniu 8 maja. Wysłano gońców do Kolomana z prośbą o zezwolenie na przemarsz i pomoc w uzyskaniu żywności dla ludzi Waltera. Koloman odniósł się do prośby życzliwie i zezwolił wojskom na przebycie kraju. Z końcem miesiąca znalazły się one w Zemuniu, na południowej granicy królestwa, i po przeprawie w Belgradzie przez Sawę wkroczyły do Bizancjum.
Wraz z docieraniem do północnej granicy węgierskiej kolejnych armii sytuacja stawała się wszelako coraz trudniejsza. Kiedy oddziały Piotra Eremity wkroczyły do Węgier w Sopronie, przez ostatnie dni maja i początek czerwca posuwano się bez zakłóceń, jednakże wraz z dotarciem i tej grupy krzyżowców do Zemunia 20 czerwca zaczęły się kłopoty. Ludzie Gotfryda Burela, jednego ze stronników Piotra zaatakowali cytadelę miejską w próbie przeciwdziałania domniemanemu spiskowi naczelników Zemunu i Belgradu. Poległy 4 tys. Węgrów, zaś w ręce napastników dostały się znaczne zapasy żywności. W strachu przed zemstą króla węgierskiego krzyżowcy z najwyższym pośpiechem przeprawili się przez Sawę niedługo po zamieszkach, 26 czerwca.
Z końcem kwietnia niejaki Volkmar, rycerz niemiecki wyruszył z Nadrenii na czele hufca w sile ponad 10 tys. ludzi, aby połączyć się z Piotrem Eremitą na Wschodzie, poruszony zapewne płomiennymi kazaniami kaznodziei. Jego oddział skierował się na Węgry drogą przez Czechy i zatrzymał się w Pradze, gdzie 30 czerwca przystąpił do rzezi ludności żydowskiej. Po wyruszeniu w dalszą drogę Volkmar próbował przeprowadzić podobną akcję w Nitrze, jednakże Koloman nie tolerował takiego postępowania. Kiedy krzyżowcy mimo upomnienia nadal zachowywali się agresywnie, Węgrzy zaatakowali ich i rozproszyli. Wielu popleczników Volkmara poległo, niektórzy dostali się do niewoli.
Pacyfikacją zakończyła się też próba przedostania się do Ziemi Świętej innego hufca krzyżowców, dowodzonego przez Gotszalka, kolejnego ucznia Piotra Eremity. Koloman zezwolił na przejście i tej armii oraz sprzedaż jej żywności, póki zachowywać się będzie przyzwoicie, wszelako jej drogę od samego początku znaczyły grabieże wsi i kradzieże, król ściągnął więc własne wojsko i otoczył Gotszalka pod Białogrodem Królewskim, zmusił jego ludzi do oddania broni i zwrócenia wszystkich skradzionych rzeczy. Następnie wojsko królewskie uderzyło na bezbronnych bez litości, być może kiedy Koloman dowiedział się o wydarzeniach w Nitrze. Doszło do masakry, w której zginęli wszyscy ludzie Gotszalka.
Kilka tygodni później zapytanie o udzielenie zgody na przemarsz przez Węgry skierował do Kolomana ostatni z przywódców tzw. krucjaty ludowej, Emicho z Leiningen, którego drogę znaczyły kolejne pogromy niemieckiej ludności żydowskiej. Wojsko Emicha było liczniejsze i groźniejsze od armii Gotszalka, Koloman poważnie się więc zaniepokoił i mając w pamięci ostatnie wydarzenia udzielił petentowi odmowy, po czym wysłał wojsko z zadaniem obrony mostu na odnodze Dunaju, którym prowadziła droga do Mosonu. Nie zamierzający ustąpić Emicho przez sześć tygodni staczał z Węgrami walki na przedpolu mostu, tymczasowo budując drugi most, jednocześnie grabiąc wiejskie obszary po swojej stronie rzeki. Po zbudowaniu drugiego mostu krzyżowiec przystąpił do oblężenia twierdzy w Mosonie. Wkrótce mimo dobrego wyekwipowania oblegających doszło wśród nich do paniki i zamętu, być może, jak chce historyk Steven Runciman, z przyczyny plotki o bliskim nadejściu odsieczy wojsk Kolomana. Wtedy węgierski garnizon zamku dokonał wypadu i zaatakował obóz krzyżowców. Krótka bitwa zakończyła się klęską hufców Emicha, większość jego armii poległa na jej polu, a jedynie garstce rycerzy udało się umknąć, z których większość powróciła do kraju, zaś niektórzy przyłączyli się do innych wypraw zmierzających do Ziemi Świętej, m.in. tej, dowodzonej przez Hugona z Vermandois.
Pomimo tak negatywnych doświadczeń z wojskami krucjaty ludowej 20 września 1096 r. Koloman zezwolił siłom dowodzonym przez Gotfryda z Bouillon na przejście przez terytoria węgierskie w drodze do Bizancjum, być może pod wpływem osobistego uroku księcia. Na mocy umowy zawartej między królem a krzyżowcem z Dolnej Lotaryngii, Koloman wziął zakładników (w tym młodszego brata Gotfryda Baldwina, który później został pierwszym królem Jerozolimy wraz z jego żoną i dziećmi). Król obiecał Gotfrydowi zaopatrzyć jego oddziały w prowiant, zaś książę zagroził swym podwładnym, iż każdy akt gwałtu na ziemiach madziarskich karany zostanie śmiercią. Ostatnie przemierzające Węgry wojsko krzyżowe przeszło tedy przez kraj pokojowo, bacznie obserwowane przez ludzi króla i w końcu października Gotfryd przeprawił się przez Sawę do Belgradu, po czym król odesłał mu zatrzymanych zakładników.

### Kampanie wojskowe
Wiosną 1099 przekroczył północny łuk Karpat uderzając na księstwo halickie, gdzie w bitwie nad Wiarem doznał porażki. Przeprowadził reformę administracyjną bazującą na systemie feudalnym. W latach 1097 i 1102 skutecznie podbił Chorwację i całą Dalmację. W 1107 zawarł przymierze z księciem Bolesławem III Krzywoustym, co umożliwiło mu skuteczne odparcie najazdu cesarza Henryka V Salickiego.

### Reformy państwa
Koloman w trakcie swego panowania umocnił władzę królewską. Wszyscy możni byli zobowiązani do przekazywania do skarbca królewskiego 2/3 swoich dochodów oraz odpowiednio do swych dochodów dostarczania wojska. Został utworzony sejm jako ciało doradcze króla.

## Rodzina
W 1098 ożenił się z Felicją de Hauteville, córką Rogera I, hrabiego Sycylii. Miał z nią syna Stefana II. Aby zapewnić mu sukcesję rozkazał oślepić własnego brata Álmosa oraz jego syna Bélę II Ślepego.
W 1112 ożenił się z Eufemią (zm. 1139), córką Włodzimierza II Monomacha. Po kilku miesiącach małżeństwa Eufemia została oskarżona o zdradę męża i odesłana z powrotem do Kijowa. W Kijowie urodziła syna, który nie został uznany przez Kolomana:
- Boris Kolomanos (ok. 1114-1153/1154)

### Przodkowie
| 4. Bela I |  |                   |  |  |            |
|           |  | 2. Gejza I        |  |  |            |
| 5. NN     |  |                   |  |  |            |
|           |  |                   |  |  | 1. Koloman |
| 6. NN     |  |                   |  |  |            |
|           |  | 3. Zofia von Looz |  |  |            |
| 7. NN     |  |                   |  |  |            |
|           |  |                   |  |  |            |